# Colony Collapse Disorder
Colony Collapse Disorder, forkortet til CCD, er en uforklarlig sygdom, der rammer bikolonier. Betegnelsen refererer til nedgangen af honningbier i bistaderne. Bierne forsvinder fra deres bistader og vender ikke tilbage. Sygdommen startede i USA, hvor der mellem 1971 og 2007 skete en halvering af bestanden af honningbier. Siden har sygdommen bredt sig over store dele af verden, angiveligt også Danmark, hvor antallet af bistader i perioden 1950 til 2007 er faldet med mindst 40%. Man kender endnu ikke årsagen eller årsagerne til sammenbruddet, der antagelig er en kombination af mange faktorer. I 2025 truer parasitter, tab af levesteder, klimaændringer og pesticider med at udslette så meget som 70 procent eller mere af US A’s honningbi-kolonier.
I USA er sammenbruddet kaldt den store bidød.. På dansk bruges også betegnelsen pludselig bidød.

Det udbredte sammenbrud af bikolonier bør tages alvorligt i en større sammenhæng, da bier er essentielle for vores fødevareproduktionen – uden bier, ingen bestøvning og uden bestøvning, ingen høst.

## Symptomer
Et koloni-sammenbrud sker ved, at alle voksne flyvedygtige bier forsvinder fra boet. De ikke-flyvedygtige bier vil forsvinde efterhånden som de kan flyve, og boet efterlades med dronning, yngel, pollen og honning. Der er således masser af mad og honning i boet, men der er ingen arbejdsbier til at passe dronningens æg. Der er heller ingen tegn på angreb af fjendtlige bier eller skadedyr. Dronningen forsvinder senere. I USA og andre steder, ser man mærkeligt nok ingen døde bier i eller omkring boet. I Danmark og andre lande, hvor klimaet er koldt, og hvor bistaderne derfor lukkes om vinteren, ser man ofte døde bier inde i boet, hvilket skyldes, at de ikke kan flyve ud.

## Udbredelse
I Europa er bierne i Polen, Italien, Portugal, Grækenland og Tyskland ramt. I Kroatien døde fem millioner bier i en uge i 2007, og i Spanien er flere hundrede tusinde kolonier forsvundet.
 I Danmark er der stadig debat om, hvorvidt bidøden her skyldes CCD.

## Mulige årsager
Problemet nærmer sig en forklaring nu i 2015 og de meget brugte pesticider neonikotinoiderne er de hovedmistænkte, men der har været mange mistænkte. Blandt dem har været mider, virus, andre pesticider og den generelle forurening. Det har været foreslået at biernes evne til at orientere sig er blevet ødelagt af mobiltelefoner. Andre forslag til en forklaring er nedsat immunforsvar eller interaktion mellem flere patogener og parasitter.
Fokus har også været rettet mod honningbier fra Afrika, som man frygter har infiltreret kolonier af amerikanske honningbier. Afrikanske bier er kendt for at skabe kaos i bistaderne, fordi hunnerne producere deres egen unger i stedet for at overlade opgaven til dronningen.
Landbrugskulturen mistænkes også for at stresse bierne og for at svække deres immunforsvar. Monokulturen (hvor en enkelt afgrøde dækker et stort areal) kan føre til at bierne sulter, når marken afblomstrer. Berigelsen af landbrugsafgrøder har gjort blomsterne mindre nektarrige, hvilket også kan få bierne til at sulte. Det antages også, at biernes immunforsvar svækkes af kun at have adgang til en enkelt foderkilde. Endelig bruges bierne ofte til bestøvningsarbejde, hvorfor deres stader bliver flyttet, og dette medvirker til at stresse og derved svække bierne.
Svampeparasitten Nosema ceranaes, har også fået skyld for sammenbruddet, da den forårsager nosemasyge, hvor bierne forlader kolonien og er for svage til at vende tilbage igen.
Nicolai Wium har foreslået, at bierne bukker under for et giftigt omdannelsesprodukt af fruktose, nemlig hydroxy methyl furfural (HMF), der forekommer naturligt i stor mængde i high fructose corn syrup (HFCS), som især i USA bruges som vinterfoder.

Tre stærkt virkende neurotoxinske insekticider, neonikotinoiderne thiamethoxam, clothianidin og imidacloprid har været mistænkt som årsag til massedød blandt bier og er af EU-kommissionen gjort forbudt i perioden 1. december 2013 - 2015. Neonikotinoiderne er netop fremstillet til at skade insekters hjerne så de virker ikke blot på skadedyr men også på nyttige insekter som honningbier og humlebier. Det er i 2015 rapporteret at neonikotinoider i en koncentrationer, som forekommer i sprøjtede områder, nedsætter humlebiers hjernefunktion, nedsætter formeringen og sænker kolonistørrelsen.